# Wereldkampioenschappen badminton 2022
De 27ste wereldkampioenschappen badminton werden in 2022 van 22 tot en met 28 augustus gehouden in de Japanse stad Tokio. Het badmintontoernooi werd georganiseerd door de Wereld Badminton Federatie (BWF).
Er wordt gestreden om vijf titels, te weten:
- Mannen enkelspel
- Vrouwen enkelspel
- Mannen dubbelspel
- Vrouwen dubbelspel
- Gemengd dubbelspel

## Medailles
| Onderdeel          | Goud                      | Zilver                         | Brons                                       |
| ------------------ | ------------------------- | ------------------------------ | ------------------------------------------- |
| Mannen enkelspel   | Viktor Axelsen            | Kunlavut Vitidsarn             | Chou Tien-chen                              |
| Mannen enkelspel   | Viktor Axelsen            | Kunlavut Vitidsarn             | Zhao Junpeng                                |
| Vrouwen enkelspel  | Akane Yamaguchi           | Chen Yufei                     | An Se-young                                 |
| Vrouwen enkelspel  | Akane Yamaguchi           | Chen Yufei                     | Tai Tzu-ying                                |
| Mannen dubbelspel  | Aaron Chia Soh Wooi Yik   | Mohammad Ahsan Hendra Setiawan | Fajar Alfian Muhammad Rian Ardianto         |
| Mannen dubbelspel  | Aaron Chia Soh Wooi Yik   | Mohammad Ahsan Hendra Setiawan | Satwiksairaj Rankireddy Chirag Shetty       |
| Vrouwen dubbelspel | Chen Qingchen Jia Yifan   | Kim So-yeong Kong Hee-yong     | Mayu Matsumoto Wakana Nagahara              |
| Vrouwen dubbelspel | Chen Qingchen Jia Yifan   | Kim So-yeong Kong Hee-yong     | Puttita Supajirakul Sapsiree Taerattanachai |
| Gemengd dubbelspel | Zheng Siwei Huang Yaqiong | Yuta Watanabe Arisa Higashino  | Mark Lamsfuß Isabel Lohau                   |
| Gemengd dubbelspel | Zheng Siwei Huang Yaqiong | Yuta Watanabe Arisa Higashino  | Wang Yilyu Huang Dongping                   |

### Medailleklassement
| Plaats | Land           | Goud | Zilver | Brons | Totaal |
| 1      | China          | 2    | 1      | 2     | 5      |
| 2      | Japan          | 1    | 1      | 1     | 3      |
| 3      | Denemarken     | 1    | 0      | 0     | 1      |
| 3      | Maleisië       | 1    | 0      | 0     | 1      |
| 5      | Indonesië      | 0    | 1      | 1     | 2      |
| 5      | Thailand       | 0    | 1      | 1     | 2      |
| 5      | Zuid-Korea     | 0    | 1      | 1     | 2      |
| 8      | Chinees Taipei | 0    | 0      | 2     | 2      |
| 9      | Duitsland      | 0    | 0      | 1     | 1      |
| 9      | India          | 0    | 0      | 1     | 1      |
| Totaal | Totaal         | 5    | 5      | 10    | 20     |